# 34e session du Comité du patrimoine mondial
La 34e session du Comité du patrimoine mondial a lieu du 25 juillet 2010 au 3 août 2010 à Brasilia, au Brésil. Elle classe notamment la zone le centre-ville d'Amsterdam — canaux concentriques du XVIIe siècle à l'intérieur du Singelgracht — comme étant part du patrimoine mondial.

## Annexe